# Wohnpark Leipziger Straße

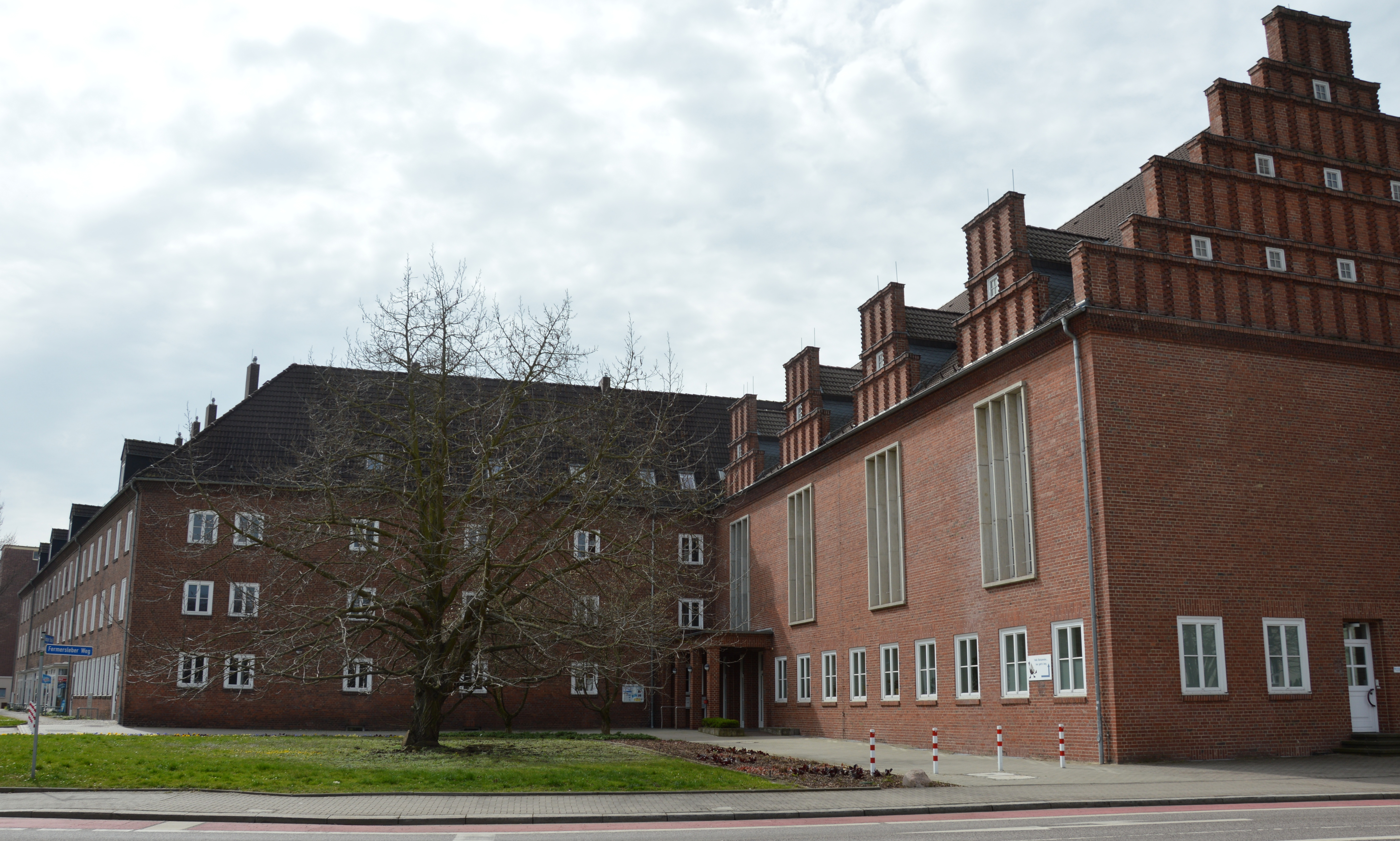
Altenheim

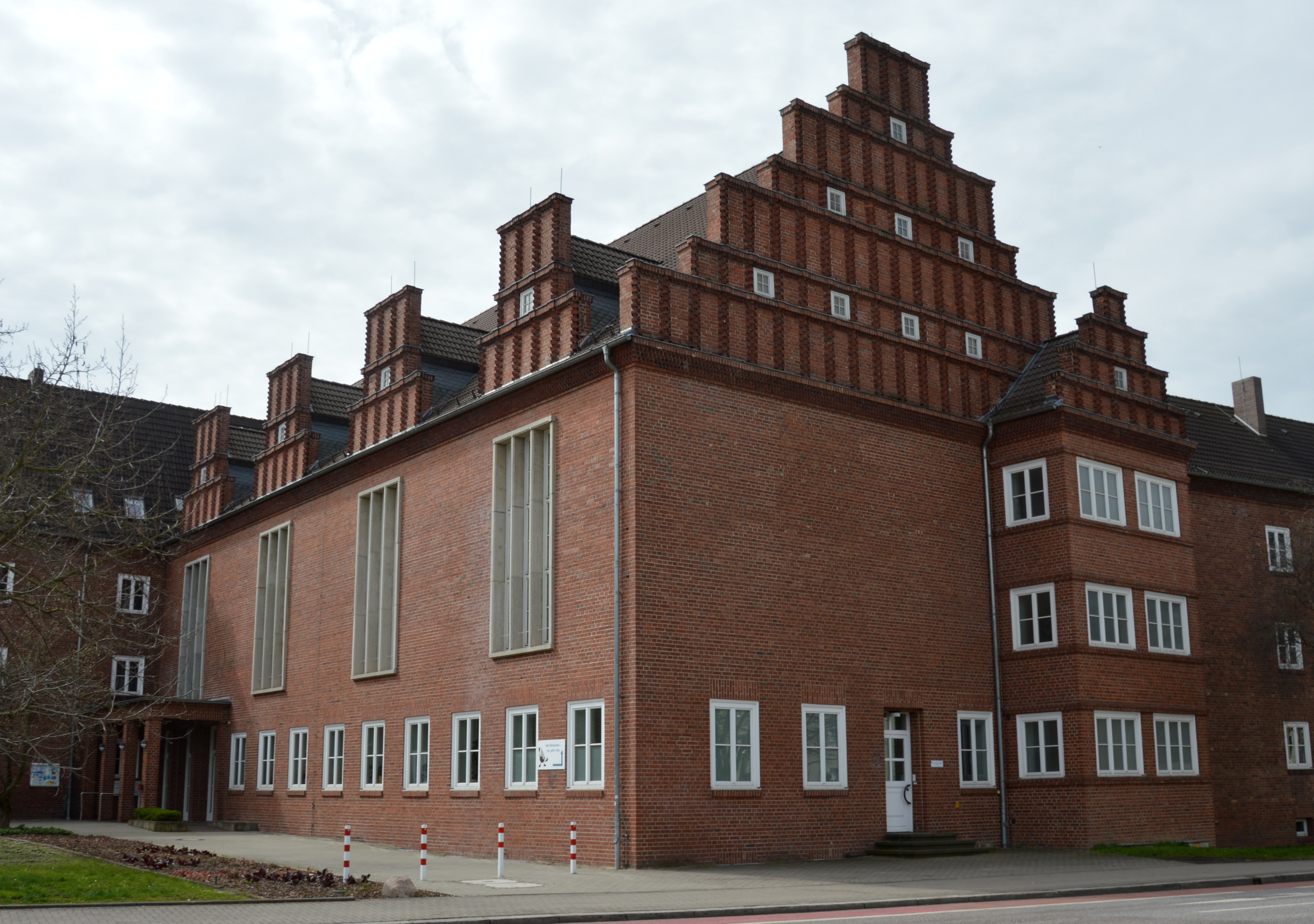
Altenheim, Saalbau

Der Wohnpark Leipziger Straße ist ein denkmalgeschütztes Altenheim in Magdeburg in Sachsen-Anhalt.

## Lage
Es befindet sich auf der Westseite der Leipziger Straße im Magdeburger Stadtteil Leipziger Straße in einer Ecklage zum hier einmündenden Fermersleber Weg an der Adresse Leipziger Straße 43.

## Geschichte und Architektur

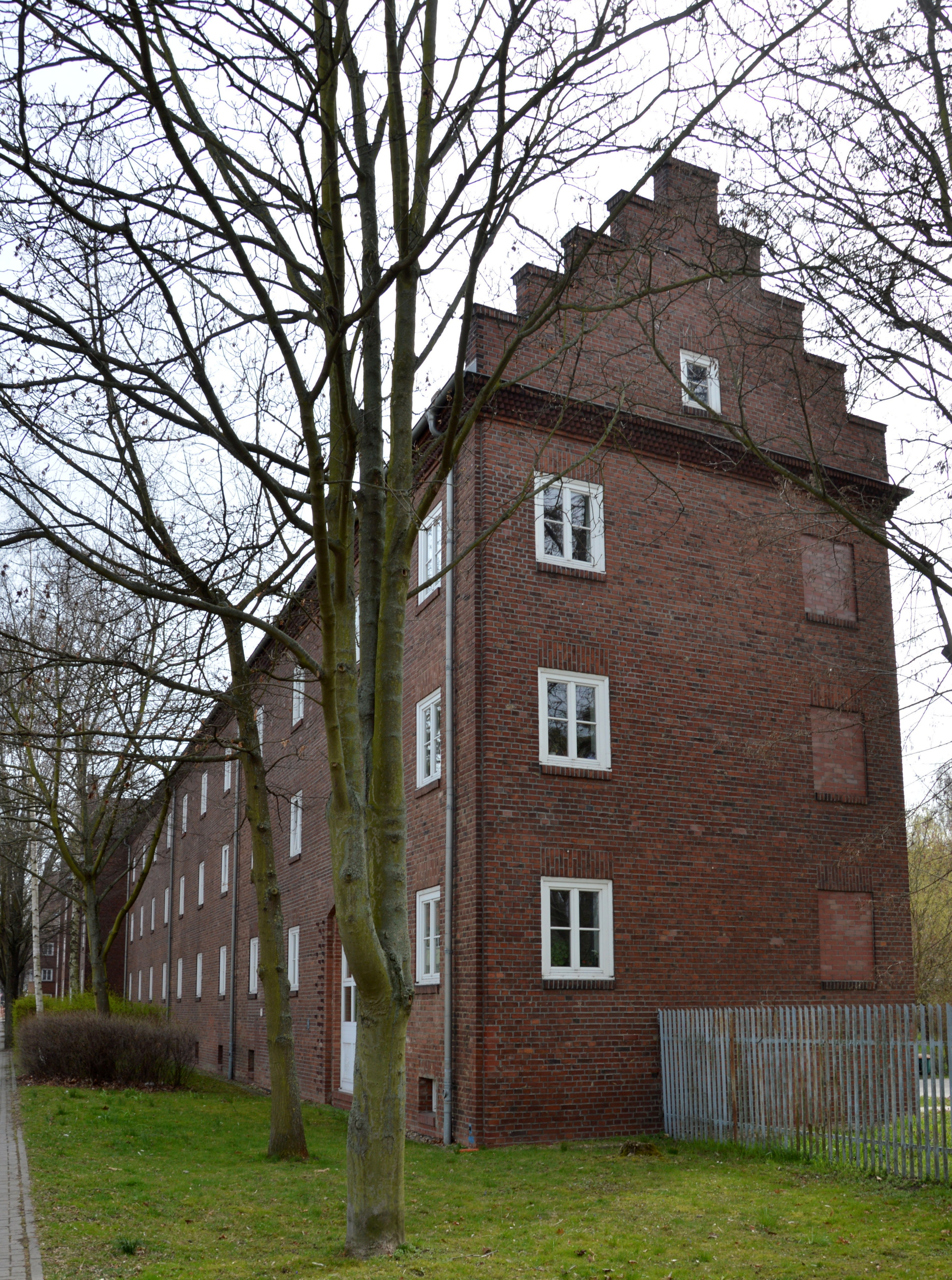
Flügel entlang des Fermersleber Wegs

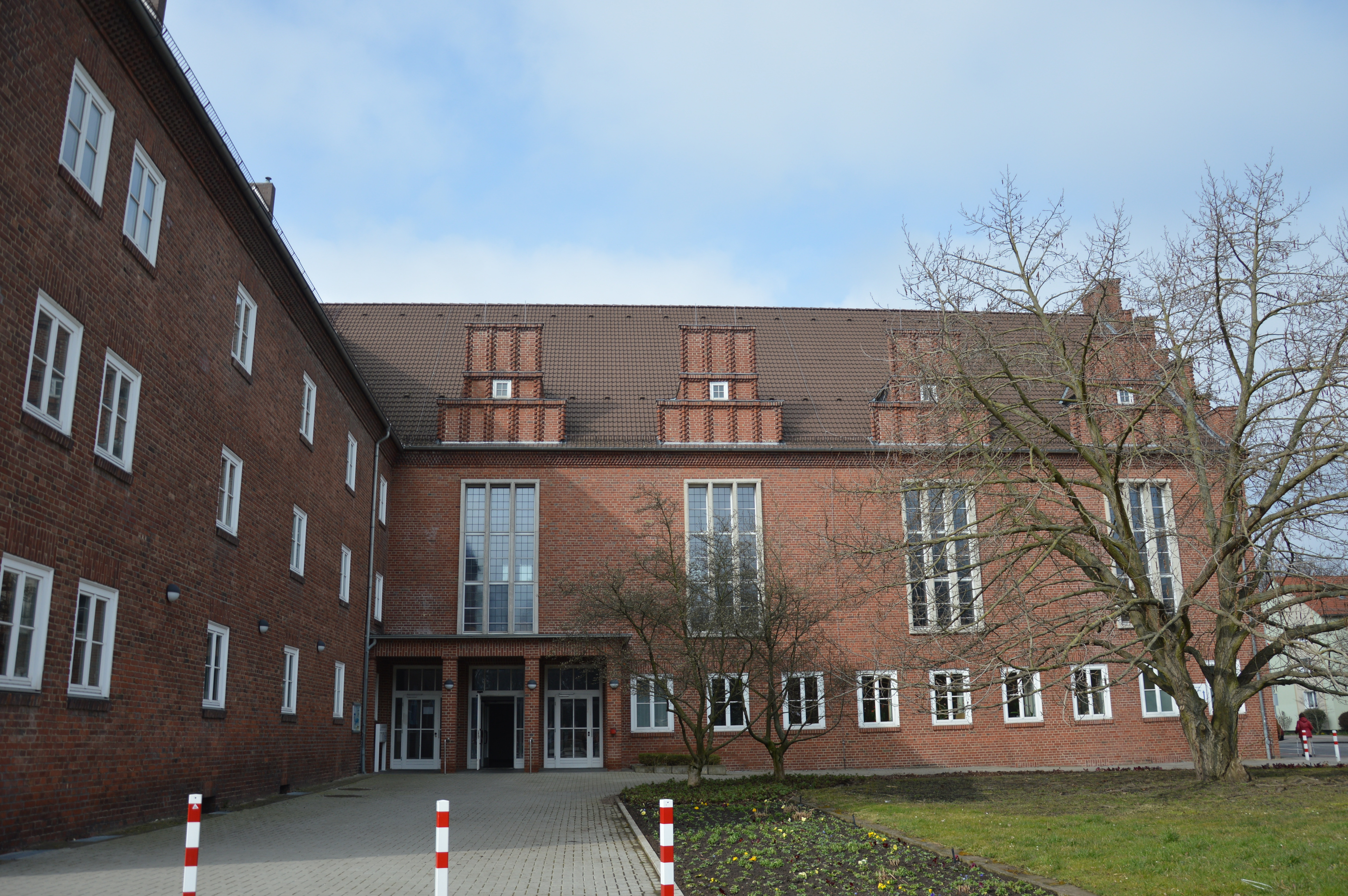
Blick von Osten auf den Saalbau

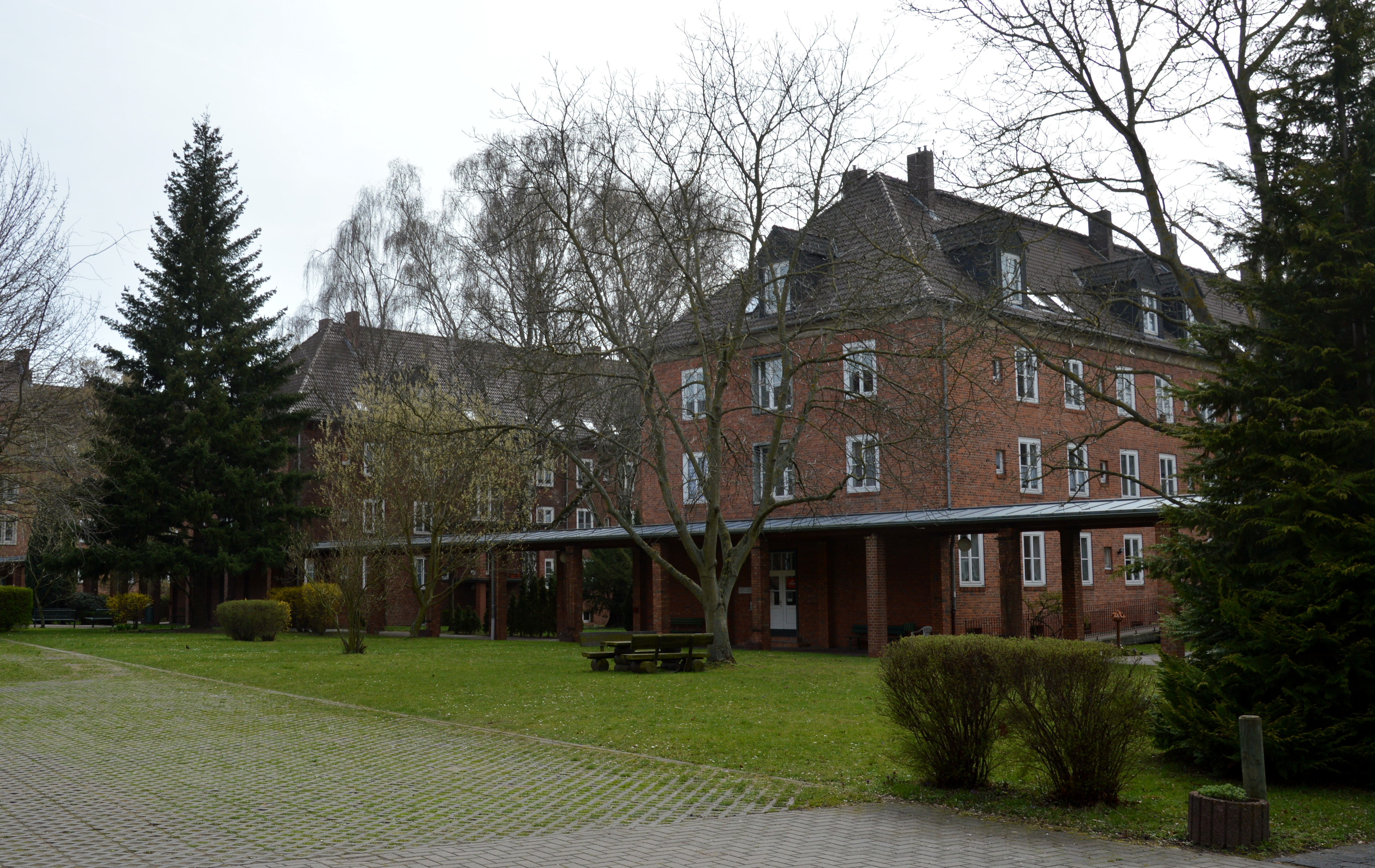
Verbindungsgang zwischen den hofseitigen Wohnblöcken

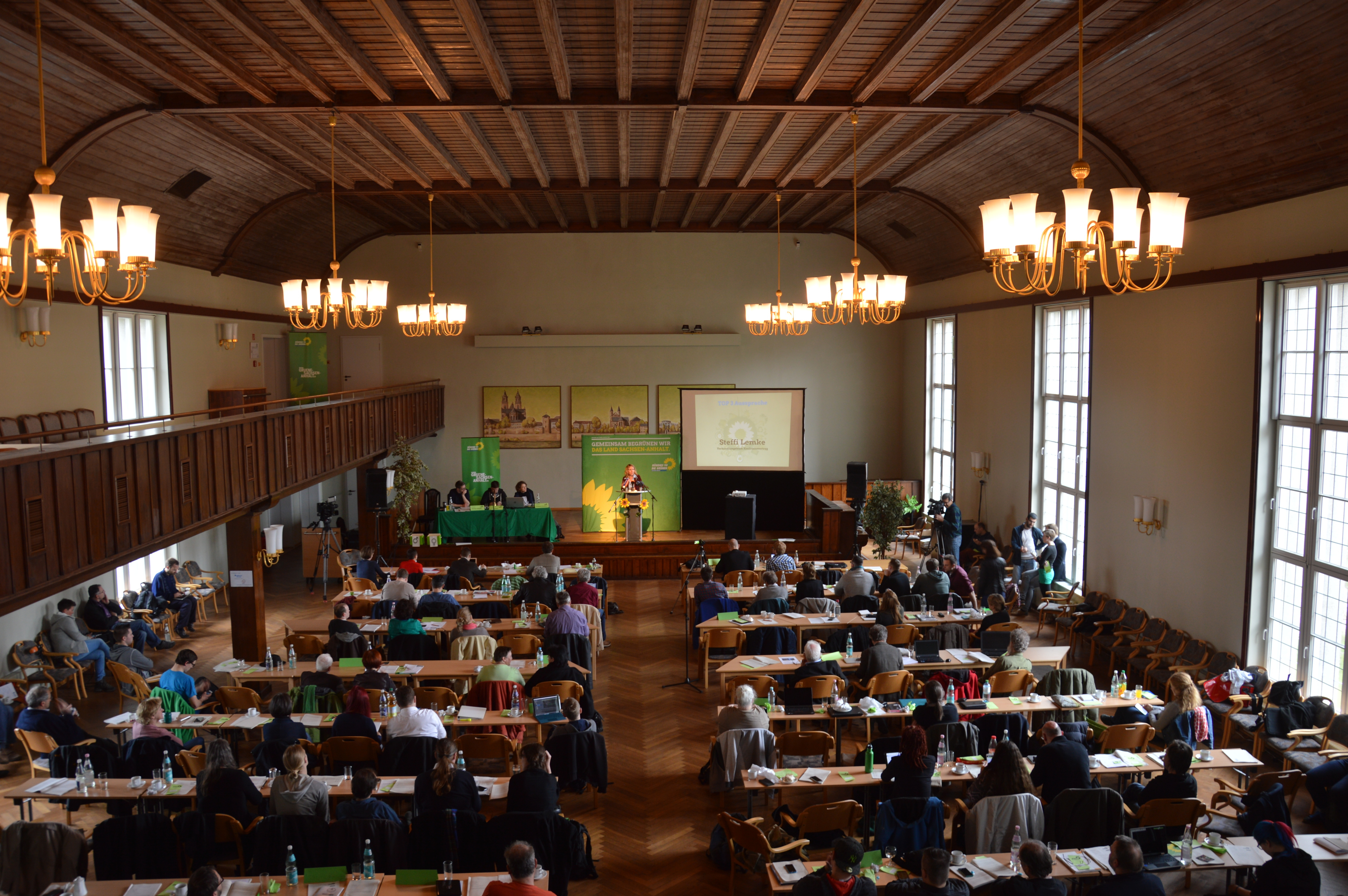
Blick in den Otto-Kobin-Saal während eines Landesparteitages von Bündnis 90/Die Grünen Sachsen-Anhalt im Jahr 2016

Das Altenheim wurde im Auftrag der Stadt Magdeburg durch die Vereinigten Bauverwaltungen/Hochbauamt der Stadt Magdeburg errichtet. Die Leitung oblag dem Stadtbaurat Julius Götsch. Die Entwürfe stammten vom Magdeburger Architekturbüro Lippsmeier und Dietrich. Die Architektur des Komplexes gilt als qualitätvoll und in der Tradition des Expressionismus, wobei auch Elemente des Heimatstils anklingen. Die Planungen für das Heim waren bereits 1936 abgeschlossen, durch Verzögerungen dauerte die Bauausführung bis zum Jahr 1942 an.
Es entstand ein Ensemble aus sieben Wohnhäusern und einem Verwaltungsgebäude. Drei der Wohnhäuser sowie der Verwaltungsbau ziehen sich als Randbebauung entlang des Fermersleber Wegs und der Leipziger Straße, wobei der Verwaltungsbau besonders dominant ist. Er steht etwas zurückgesetzt an der Straßenkreuzung, so dass sich vor ihm eine kleine Grünanlage erstreckt. Die weiteren Gebäude stehen hofseitig. Die Häuser sind als dreigeschossige Backsteinbauten ausgeführt. Sie werden von hohen Walmdächern bedeckt. Es bestehen markante Treppengiebel und große Dachhäuschen.
Die Stirnseite des Verwaltungsbaus ist mit einem großen Treppengiebel gestaltet, der mit einer gitterartigen Struktur verziert und in den sehr kleine quadratische Fenster integriert sind. Davor befindet sich ein kleinerer zweiachsiger Standerker, der ebenfalls über einen in gleicher Weise gestalteten, aber kleineren Treppengiebel verfügt. An der Längsseite befinden sich vier sehr hohe dreiteilige Saalfenster, die mit einer schlichten Kunststeineinfassung versehen sind. Oberhalb der Fenster befinden sich jeweils kleine Treppengiebel. Der Zugang zum Verwaltungsbau befindet sich im Gebäudewinkel und wird durch eine kleine von Pfeilern getragene Vorhalle markiert.
Der Längsbau entlang des Fermersleber Weg verfügt in seinem mittleren Teil über vier einachsige, kastenförmige Risalite, die ebenfalls mit kleinen Treppengiebeln versehen sind. Auf der straßenabgewandten Seite ist der mittlere Teil als breiter Risalit ausgebildet. An der westlichen Stirnseite besteht ebenfalls ein Treppengiebel.
Die Fassade zur Leipziger Straße verfügt im Erdgeschoss über vorgezogene Schaufenster. Die Räumlichkeiten sind für Ladenlokale und Gastronomie vorgesehen.
Die hofseitigen Wohngebäude sind auf ihrer schmalen Nordseite durch einen langen, überdachten aber ansonsten offenen Verbindungsgang verbunden. Die Gebäude verfügen über von Pfeilern getragenen Balkone, die zum Teil als Eckbalkone angelegt wurden. Einige Balkone sind vor die Fassade gesetzt, einige darin integriert.
Die Fenster schließen bündig mit der Gebäudefassade ab. Unter den Dachtraufen befinden sich breite Ziegelfriese aus Deutschem Band.
Die Wohnhäuser waren zu ihrer Bauzeit mit Einzel- und Doppelzimmern versehen. Im Verwaltungsbau befindet sich der nach dem in Magdeburg wirkenden Musiker Otto Kobin benannte Otto-Kobin-Saal. Der Saal ist mit einer Holzdecke überspannt und verfügt auf seiner Westseite über eine Empore. Darüber hinaus befindet sich im Saal eine von Gustav Steinmann geschaffene Orgel im Stil des Neobarock. Der Saal dient als Veranstaltungsort für kulturelle Veranstaltungen, insbesondere Konzerte. Darüber hinaus wird er auch als Tagungsort für politische Versammlungen genutzt. So war er 2015 und 2016 Tagungsort von Landesparteitagen von Bündnis 90/Die Grünen Sachsen-Anhalt, die hier ihre Landesliste für die Landtagswahl in Sachsen-Anhalt 2016 und auch ihre Zustimmung zum Koalitionsvertrag zur sogenannten Kenia-Koalition beschlossen.
Im örtlichen Denkmalverzeichnis ist das Altenheim unter der Erfassungsnummer 094 16812 als Baudenkmal verzeichnet.